# Chopardiella latipennis
Chopardiella latipennis är en bönsyrseart som beskrevs av Lucien Chopard 1911. Chopardiella latipennis ingår i släktet Chopardiella och familjen Mantidae. Inga underarter finns listade i Catalogue of Life.